# Буенависта, Кампо Досијентос Трес (Ханос)
Буенависта, Кампо Досијентос Трес (шп. Buenavista, Campo Doscientos Tres) насеље је у Мексику у савезној држави Чивава у општини Ханос. Насеље се налази на надморској висини од 1337 м.

## Становништво
Према подацима из 2010. године у насељу је живело 13 становника.

### Хронологија
| Година       | 2000        | 2005        | 2010 |
| ------------ | ----------- | ----------- | ---- |
| Становништво | 21 (14 / 7) | 13 (10 / 3) | 13   |

### Попис
| # | Индикатор                     | Вредност |
| - | ----------------------------- | -------- |
| 1 | Укупно домаћинстава           | 4        |
| 2 | Укупно насељених домаћинстава | 2        |
| 3 | Величина локације             | 1        |